# نمونه آزمایشگاهی

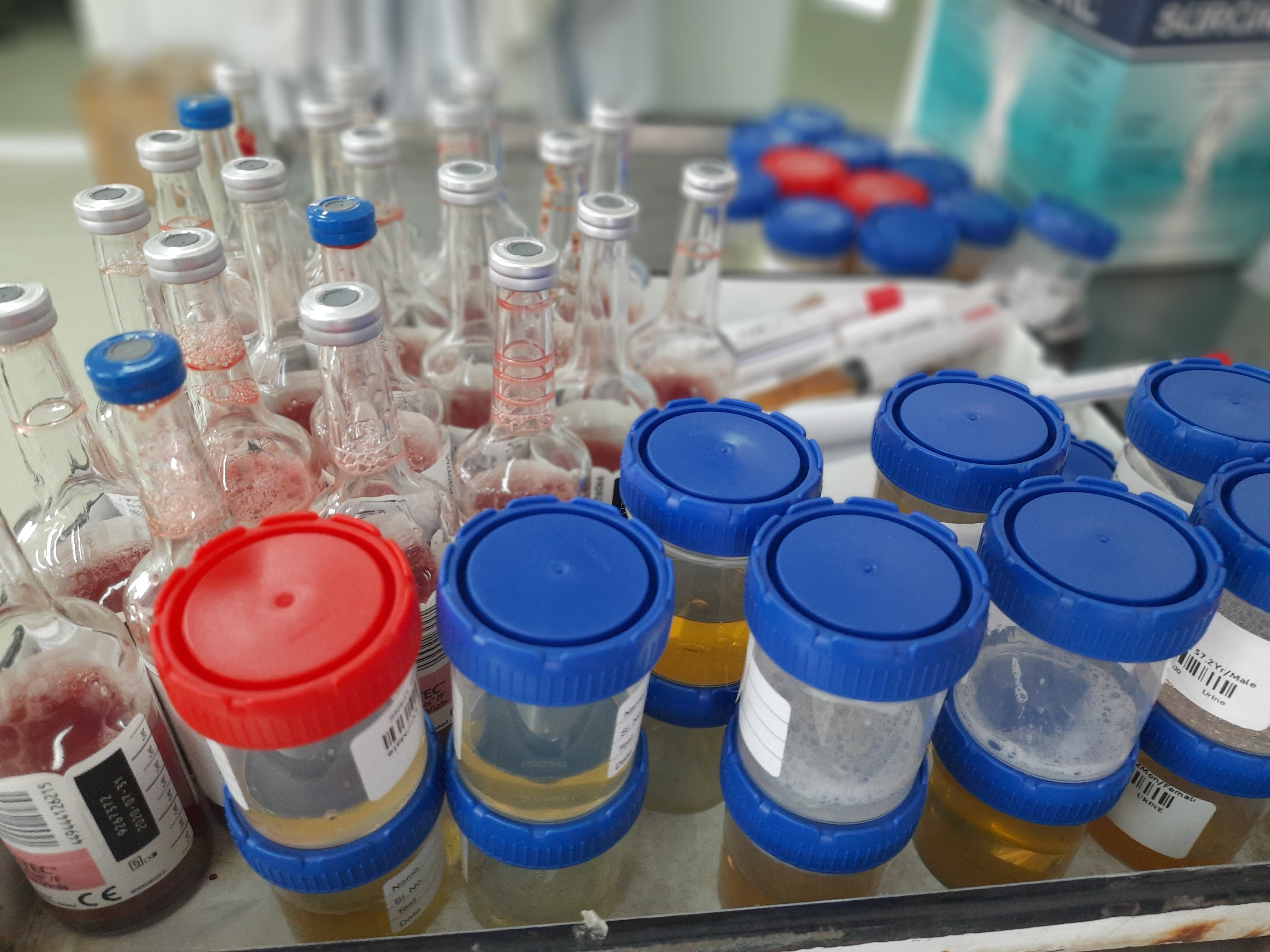
ظروف متنوعی از نمونه‌های میکروبیولوژیکال آزمایشگاهی

در پزشکی، یک نمونه آزمایشگاهی یک نمونه زیست‌شناختی از بافت، مایعات، یا دیگر مواد یک بیمار پزشکی است که برای تجزیه و تحلیل آزمایشگاهی برای کمک به تشخیص افتراقی یا مرحله‌بندی فرایند بیماری استفاده می‌شود. به عنوان مثال، برای تشخیص سرطان سینه، بافت پستان بیوپسی می‌شود و نمونه استخراج‌شده برای تجزیه و تحلیل و آزمایش به آزمایشگاه فرستاده می‌شود. این روش آزمایش، اغلب سطوح بسیار بالایی از دقت را به همراه دارد، به طوری که ۱–۲٪ از موارد گزارش‌شده، نتایج بیوپسی نادرست دارند.

## انواع
بخش‌های عمومی برای استخراج بافت سلولی:
- آسپیراسیون مغز استخوان
- قلبی
- هسته
- بیوپسی اندومتری
- بیوپسی آندوسکوپی
- جراحی و برشی
- آسپیراسیون با سوزن ظریف
- گره لنفاوی[۲][۳]

## ذخیره و استفاده
دمای نمونه برای استفاده خاص آن‌ها کنترل می‌شود. چند نمونه از دمای معمول برای ذخیره سازی در زیر ذکر شده است:
| دمای اتاق | ۱۰٫۱–۴۰٫۰ درجه سلسیوس    |
| در یخچال  | ۱٫۰–۱۰٫۰ درجه سلسیوس     |
| منجمد     | -۱٫۰ - -۸۰٫۰ درجه سلسیوس |